# Signal Corps (United States Army)
I Signal Corps sono i corpi di comunicazione dell'esercito americano, fondati il 3 marzo 1863 durante la guerra di secessione americana.